# 霍切瓦
51°2′23″N 30°5′20″E / 51.03972°N 30.08889°E
霍切瓦（烏克蘭語：Хочева）是位於烏克蘭北部的村莊，由基辅州维什霍罗德区的伊萬基夫市鎮負責管轄。該村面積1平方公里，海拔高度109米，2001年人口104，人口密度每平方公里104人。